# 李强 (对外贸易部部长)
李强（1905年9月26日—1996年9月29日），原名曾培洪，字幼范，男，江苏常熟人，中华人民共和国政治人物、无线电专家，中国科学院院士，曾任中华人民共和国对外贸易部部长，中共第八次至第十二次代表大会代表，中共第十三、十四次代表大会特邀代表。中共第九届至十一届中央委员会委员，中共十二大当选为中共中央顾问委员会委员。第三届至五届全国人民代表大会代表。

## 生平
1923年，因为写了一篇反对旧礼教的文章，被私塾开除。赴上海就读于南洋路矿专科学校附中读书，学校使用英文授课。1925年参加五卅运动，当选为上海学生联合会执行委员、学联军事委员会委员，1925年6月火线入团，8月转入中国共产党。1926年2月，调任共青团上海浦东部委书记，从此走上了职业革命道路，再也没有回到学校上课。1926年7月，奉中共江浙区委书记罗亦农指示，回到家乡常熟组建中共常熟特别支部担任书记，并为上海工人第三次武装起义研制炸药和手榴弹。1927年3月，北伐军到达常熟后，担任常熟县临时行政委员会委员。“四一二事件”后，到上海参加了党中央转移善后工作。
1927年5月，中共中央军委特科在武汉成立，任特务股股长。七一五事件后，中央特科迁到上海，担任第四股（后称第四科、交通科）股长，使用张振声这个名字，人称“张工程师”。1928年，从苏联开完中共六大回沪的周恩来指示其学习无线电技术，准备开设地下秘密电台。曾培洪买来英文无线电专业书学习理论，并到上海博物院路上的私营大华仪器公司借出无线电收发报机解剖研究，随后在洋行里购买电台零件开始组装，1929年春末研制出中共第一批无线电收发报机，中共中央利用这批电台开始与各地组织联系。1930年2月在香港九龍弥顿道上建立了秘密電台。李强告訴了路过香港去广西参与百色起义的鄧小平呼號与密碼。以後又在中央蘇區建立第三個電台。1930年3月举办第一期无线电训练班，采取分散居住，登门教学的秘密方式。1931年4月顾顺章事件爆发，参与了周恩来亲自指挥的对顾顺章的惩处。由于顾顺章对曾培洪及其亲戚朋友情况十分了解，周恩来派曾培洪赴苏联在共产国际交通部工作。
由于顾顺章事件的牵连，在莫斯科不被党组织信任，思想上也受到了些打击，从党内政治领导工作转到了技术这条线上，进入和苏联邮电人民委员会通信科学研究院研究无线电理论，很快掌握了俄语。从事无线电理论研究一年后，用英文写出《发信菱形天线》专著，从工程师提升为研究员。
抗日战争爆发后，1938年初回到延安组建并担任中央军委军事工业局副局长、局长，陕甘宁晋绥联防军军工局局长。1944年，兼任延安自然科学院院长。1944年5月，荣获陕甘宁边区特等劳动英雄称号，毛泽东为他题词：“坚持到底”。1946年离开军工局的时候已经有1400多人规模。第二次国共内战期间，1945年11月兼任中央军委三局副局长（局长王诤）。1946年冬调中央军委工矿委员会任副主任（杨尚昆为主任），指导各解放区的工矿业生产。1947年1月15日，中央军委工矿委员会与晋绥军区决定，火药厂搬迁至黄河东岸，并建设电厂，以晋绥边区为主体，重新安排军工生产的布局。1947年4月22日 中央军委工矿委员会副主任李强在晋绥边区考察后，写出《晋绥军区军事工业调查报告》，提出晋绥军事工业的发展前景。随后，前往考察晋察冀、晋冀鲁豫两区的军事工业。至1947年10月，先后对晋绥、晋察冀、晋冀鲁豫三个解放区兵工产业实地调查，李强将三个解放区进行兵工调查的情况向中央工委领导刘少奇、朱德作了全面汇报。1947年11月21日，中共中央工作委员会在西柏坡召开关内各解放区第一次兵工会议，晋冀鲁豫、晋察冀、晋绥、胶东、渤海等解放区的兵工负责人37人参加会议；1948年1月7日，会议结束，刘少奇、朱德、董必武在闭幕会议上发表讲话；会议通过了《兵工会议关于几个问题的结论》、《关于统一各区产品规格的规定》等文件。
1947年12月中央工委决定，李强负责为陕北新华广播电台在井陉县建造一座新的3千瓦大功率国际广播电台，使用定向天线对北美、西欧、京沪杭的短波广播，李强兼任中央军委电讯总局副局长。1948年8月，当选为中华全国总工会执行委员。1949年4月初，兼任中央广播管理处副处长，赴渡江战役前线准备接管国民政府中央广播管理处。。
中华人民共和国成立后，担任中央人民政府新闻总署广播事业局首任局长，兼任中华人民共和国邮电部无线电总局和电信总局局长。1949年底在苏联签署中苏第一个通邮、通电的协定。1950年，任国际电信联盟理事。由于曾在苏联工作了六年，懂俄语，懂机械电子知识，对一五计划苏联援华项目的机械电子技术与设备熟悉，在上海搞地下工作时对现代商品证券交易所熟悉，因此于1952年调任对外贸易部副部长（部长叶季壮）兼驻苏联大使馆商务参赞。1955年，因在无线电理论与实践方面的成就当选为中国科学院学部委员（院士）。1963年兼任国家对外经济联络委员会副主任。1964年起参与援越有关领导工作，是援越领导小组的主要成员。。1969年末至1970年12月秘密实地考察“胡志明小道”。1973年，担任中华人民共和国对外贸易部部长。1975年秋率中国政府代表团出席第七届特别联大。1981年，出任中华人民共和国国务院顾问。1983年退居二线。1996年因肝癌在北京逝世。 

## 家庭
- 妻子魏环图
- 长子李延明、长媳张瑞玲
- 次子李小强
- 女儿李小图